# Irlanda en los Juegos Paralímpicos de Heidelberg 1972
Irlanda estuvo representada en los Juegos Paralímpicos de Heidelberg 1972 por un total de 17 deportistas, nueve mujeres y ocho hombres.

## Medallistas
El equipo paralímpico irlandés obtuvo las siguientes medallas:
| Nombre                   | Deporte            | Evento                           |
| ------------------------ | ------------------ | -------------------------------- |
| Oro                      |                    |                                  |
| Rosaleen Gallagher       | Atletismo          | 60 m silla de ruedas 1B femenino |
| Jimmy Gibson Eddie Lucas | Bolos sobre hierba | Dobles masculino                 |
| Plata                    |                    |                                  |
| Kathleen Fagan           | Atletismo          | 60 m 2 femenino                  |
| Rosaleen Gallagher       | Atletismo          | Jabalina 1B femenino             |
| Jimmy Gibson             | Snooker            | Paraplejia masculino             |
| Equipo                   | Tenis de mesa      | Equipo 2 femenino                |
| Bronce                   |                    |                                  |
| Kathleen Fagan           | Atletismo          | Disco 2 femenino                 |
| White                    | Natación           | 25 m braza 1B femenino           |